# Тюрки (язык)
Тюрки́ (самоназвание: تورکی / ترکی) — тюркский литературный язык, на котором писали с XI по начало XX века, использовавшийся тюркскими мусульманскими народами за пределами Османской империи, где использовался сильно иранизированный османский язык.

## История возникновения и развития
Возник на карлукской (карлукско-хорезмийской) основе, явившейся результатом взаимодействия караханидско-уйгурского языка с местными (постепенной замены языка -d- на язык -j-).
Несмотря на наличие нескольких региональных вариантов, существовала их общность, обусловленная:
- близостью тюркских языков друг другу и активными культурно-языковыми контактами между разными тюркскими ареалами, исповедавшими ислам;
- использованием букв языка фарси — персидской письменности, восходящей к арабскому письму, в котором гласные не находили полного отражения в графике и поэтому одно и то же слово в различных регионах имело вариативное чтение, в соответствии с местной традицией произношения;
- обилием арабо-персидских лексических заимствований[3].

## Региональные варианты тюрки
Региональные варианты тюрки и тюркские языковые ареалы, находившиеся под его влиянием:
- золотоордынский тюрки (варианты названий: хорезмско-тюркский язык, огузо-кыпчакский тюрки, кыпчако-огузский тюрки)[4] (XII—XVI вв.)
  - золотоордынский кыпчакский (арало-каспийский) — кыпчакско-ногайский (каракалпакский, казахский,  киргизско-кыпчакский (киргизский);
  - северокавказский — кыпчакский (кумыкский, карачаево-балкарский), кыпчакско-огузский (северный сельджукский) — северный азербайджанский; кыпчакско-ногайский (ногайский); (XVIII — начало XX века, первые поэтические памятники относятся к XV веку)[4]
  - поволжский[5] (старотатарский язык) — кыпчакско-булгарский (татарский, башкирский); (XVII — начало XX века)
  - крымский — крымскотатарские ареалы кыпчакский, кыпчакско-ногайский, огузо-сельджукский, в зависимости от диалекта.
- восточноогузский[6] — восточноогузский (туркменский, хорезмский, хорасанско-тюркский);
- среднеазиатский (чагатайский язык, карлукско-хорезмийский) — карлукско-хорезмийский (узбекский, уйгурский);